# Voșceatîn, Volodîmîr-Volînskîi
Voșceatîn (în ucraineană Вощатин) este un sat în comuna Laskiv din raionul Volodîmîr-Volînskîi, regiunea Volînia, Ucraina.

## Demografie
Componența lingvistică a localității Voșceatîn
     Ucraineană (99,26%)
     Alte limbi (0,74%)
Conform recensământului din 2001, majoritatea populației localității Voșceatîn era vorbitoare de ucraineană (99,26%), existând în minoritate și vorbitori de alte limbi.